# Cerdistus gaminicola
Cerdistus gaminicola är en tvåvingeart som beskrevs av Pavel Lehr 1967. Cerdistus gaminicola ingår i släktet Cerdistus och familjen rovflugor. Inga underarter finns listade i Catalogue of Life.